# グアンタナモ、僕達が見た真実
『グアンタナモ、僕達が見た真実』（グアンタナモ、ぼくたちがみたしんじつ、The Road to Guantanamo）は2006年制作のイギリス映画。
2001年、アルカーイダのメンバーと間違われ、キューバにあるグァンタナモ米軍基地に送られたパキスタン系イギリス人の青年達に起こった出来事を、本人達へのインタビューを基にしてマイケル・ウィンターボトムが映画化したノンフィクション。

## ストーリー
2001年9月、アシフは結婚の為、招待した友人のローヘル、シャフィク、ムニールと共にイギリスからパキスタンへ里帰りした。カラチで合流した4人は、アメリカ軍侵攻により荒廃したアフガニスタンの惨状を知り、難民支援の為に何か出来ないか話し合って、現地でボランティアをする事に決める。
ところが、行った先で北部同盟とターリバーンの戦闘に巻き込まれ、混乱の中でムニールは行方不明に。撤退するターリバーンの部隊に偶然同行した為に、アメリカ軍に捕まった彼らは、アルカーイダの関係者扱いされ、グァンタナモ米軍基地に送られてしまう。
アルカーイダである言質を取る為に、拷問、証拠の捏造、「イギリス大使館の外交官」などと身分を詐称してのアメリカ軍やCIAによる尋問が繰り返される。
疑いが晴れて釈放、彼らがイギリスへ送還され、また故郷へ戻れたのは三年たった2004年3月のことだった。

## キャスト
- ローヘル・アフマド：ファルハド・ハールーン
- シャフィク・レスル：リズ・アーメッド
- アシフ・イクバル：アフラン・ウスマン